# 䃮石街道
鿎石街道是中华人民共和国浙江省丽水市龙泉市下辖的一个街道办事处。
2013年1月9日，浙江省人民政府批复同意撤销鿎石乡建制，其行政区域改由龙泉市政府直辖，并在此区域内设立鿎石街道办事处。鿎石街道辖17个行政村，办事处驻季边村。

## 行政区划
䃮石街道下辖以下村级行政区划单位：
季边村、上坞村、南弄村、瞿源村、炉地洋村、陈村、横片村、秋丰村、垟畈村、山际口村、李山头村、冷水亭村、山际村、岱根村、黄土村、山后村和枣槐岭村。